# Júlio Tavares
Júlio Tavares (Tarrafal, 19 de novembro de 1988) é um futebolista profissional cabo-verdiano que atua como atacante pelo Al-Diriyah no Campeonato Saudita de Futebol.

## Carreira
Júlio iniciou sua carreira desportiva jogando Bocha, esporte com o qual sagrou-se campeão regional da província de Ain, no Leste francês.
Logo depois, decidiu ser jogador de futebol, iniciando sua carreira como goleiro em pequenos clubes da região. Depois, porém, foi para a linha e se mostrou um centroavante letal, sendo contratado pelo Bresse Péronnas, pequeno clube francês. Atuou pelo clube da comuna de Péronnas por três temporadas até ser contratado Dijon FCO, aos 23 anos.

### Dijon
Atuando pelo clube, se tornou um dos principais nomes da história do Dijon, sendo o maior artilheiro da equipe, com 77 gols, o maior passador, com 29 assistências, e o jogador que mais atuou, com 267 jogos disputados. Permaneceu na equipe por 8 temporadas, transferindo-se para o saudita Al-Faysaly.

### Al-Faysaly
Chegou no clube na temporada 2020-21 e em pouco tempo colocou seu nome na história do clube, tornando-se, até o dia 9 de janeiro de 2021, o segundo maior artilheiro do clube, com 25 gols, o sexto maior passador, com 4 assistências, e o 17º jogador que mais atuou, com 50 partidas. Foi neste contexto que conquistou seu primeiro título: a Copa do Rei Saudita, em 2021.

## Seleção
Júlio Tavares é um dos principais nomes de Cabo Verde, e representou o país no Campeonato Africano das Nações de 2015.

### Gols pela Seleção
| #  | Data                   | Local                                                           | Adversário                | Placar (Gol) | Resultado Final | Competição                                            |
| -- | ---------------------- | --------------------------------------------------------------- | ------------------------- | ------------ | --------------- | ----------------------------------------------------- |
| 1. | 15 de Novembro de 2014 | Estádio Nacional de Cabo Verde, Praia, Cabo Verde               | Níger                     | 3–1          | 3–1             | Eliminatórias para a Copa Africana das Nações de 2015 |
| 2. | 28 de Março de 2017    | Estádio Alphonse Theis, Hesperange, Luxemburgo                  | Luxemburgo                | 2–0          | 2–0             | Amistoso                                              |
| 3. | 1 de Junho de 2018     | Estádio 5 de Julho de 1962, Algiers, Argélia                    | Argélia                   | 3–2          | 3–2             | Amistoso                                              |
| 4. | 13 de novembro de 2021 | Stade de la Reunificación, Douala, Camarões                     | República Centro-Africana | 1–0          | 1–1             | Eliminatórias Africanas da Copa do Mundo FIFA de 2022 |
| 5. | 1 de setembro de 2021  | Estádio Municipal Adérito Sena, Ilha de São Vicente, Cabo Verde | República Centro-Africana | 1–1          | 2–1             | Eliminatórias Africanas da Copa do Mundo FIFA de 2022 |
| 6. | 9 de janeiro de 2022   | Estádio Olembe, Iaundé, Camarões                                | Etiópia                   | 1–0          | 1–0             | Copa Africana das Nações de 2021                      |